# Bernhard Meyer
Bernhard Meyer ( Hanau, 24 de agosto de 1767 – perto de Offenbach, 1 de janeiro de 1836 ) foi um médico, físico, botânico e ornitólogo alemão.

## Biografia
Primeiro trabalhou como médico e mais tarde fundou uma empresa farmacêutica. Quando acumulou uma fortuna, passou a dedicar-se exclusivamente ao estudo da história natural.
Em seus estudos como naturalista aplicou estritamente os princípios linneanos. Nesta época de grande atividade para a ornitologia alemã, ele exerceu   certa influência porque aderiu aos princípios da filosofia da natureza suscitado por   Lorenz Oken (1779-1851).

## Obras
Meyer, com Johann Wolf,  é  o autor de:
- Naturgeschichte der Vogel Deutschlands ( 1805 )
- Taschenbuch der Deutschen Vogelkunde ( 1810 ).

Meyer também  é co-autor com  Philipp Gottfried Gaertner (1754-1825)  e Johannes Scherbius (1769-1813) da obra  "Oekonomisch-technische Flora der Wetterau" (1799), que é uma fonte de nomes científicos de muitas plantas.
É o autor da ordem Piciformes da classe Aves.
Sua coleção foi adquirida pelo  "Museu de  Senckenberg" de Frankfurt am Main.